# OS X Mountain Lion
OS X 10.8, Mountain Lion, és la novena versió amb modificacions majors d'OS X (anteriorment conegut com a Mac OS X) desenvolupat per Apple per a ordinadors Macintosh. OS X Mountain Lion va ser llançat el 25 juliol 2012 i va incorporar diverses característiques noves, moltes de les quals provenien del sistema operatiu mòbil iOS, com ara notes i recordatoris com a programaris individuals integrat al correu electrònic (Mail) i d'agenda (Calendar). L'actualització publicada el 19 de setembre de 2012, afegeix algunes característiques addicionals, com ara la integració amb Facebook.

## Actualitzacions
| OS X Versió | Build  | Data             |
| ----------- | ------ | ---------------- |
| 10.8        | 12A269 | 25 juliol 2012   |
| 10.8.1      | 12B19  | 23 agost 2012    |
| 10.8.2      | 12C54  | 19 setembre 2012 |
| 10.8.3      | 12D78  | 14 març 2013     |
| 10.8.4      | 12E55  | 4 juny 2013      |
| 10.8.5      | 12F37  | 12 setembre 2013 |
| 10.8.5 SU   | 12F45  | 3 octubre 2013   |